# دان أولويوس
دان أولويوس (بالنرويجية: Dan Olweus) (18 أبريل 1931 - 20 سبتمبر 2020) هو عالم نفسي سويدي نرويجي. كان أستاذًا باحثًا في علم النفس بجامعة بيرغن بالنرويج. لقد تم الاعتراف بأولويوس على نطاق واسع باعتباره رائدًا في الأبحاث المتعلقة بالتنمر.

## مسيرته
ولد أولويوس في 18 أبريل 1931، في ناسجو، بالسويد. في عام 1969، حصل على درجة الدكتوراه من جامعة أوميو في السويد، بأطروحة حول السلوك العدواني بين الأولاد الصغار. التحق بهيئة التدريس بجامعة بيرغن بالنرويج عام 1970. كان أستاذًا لعلم النفس من عام 1970 إلى عام 1995، وكان أستاذًا باحثًا في علم النفس منذ سنة 1996.
كان أولويوس زميلًا في مركز الدراسات المتقدمة في العلوم السلوكية بجامعة ستانفورد من عام 1986 إلى عام 1987. شغل منصب رئيس الجمعية الدولية لأبحاث العدوان من عام 1995 إلى عام 1996.
توفي أولويوس في 20 سبتمبر 2020 عن عمر يناهز 89 عامًا.

## أعماله

### التنمر
في السبعينيات، أجرى أولويوس دراسة منهجية عن التنمر بين الأطفال. نُشر هذا العمل في الدول الاسكندنافية عام 1973، وفي الولايات المتحدة عام 1978، مثل كتاب "العدوان في المدارس: المتنمرون والأولاد الذين يُجلدون" (Aggression in the Schools: Bullies and Whipping Boys)؛ الذي تعتبر عمومًا أول دراسة علمية عن التنمر في العالم. عرّف أولويوس التنمر بأنه سلوك عدواني غير مرغوب فيه يتكرر مع مرور الوقت وينطوي على خلل في القوة.
كتاب أولويوس عام 1993، "التنمر في المدرسة: ما نعرفه وما يمكننا فعله" (Bullying at School: What We Know and What We Can Do)، تمت ترجمته إلى 20 لغة. نشر أول دراسة منهجية عن التنمر الذي يمارسه المعلمون تجاه الطلاب، نُشرت عام 1996.

### برنامج أولويوس لمنع التنمر
في الثمانينيات، أجرى أولويوس أول دراسة منهجية لبرنامج التدخل في التنمر. أدى نجاح البرنامج إلى مبادرة قادتها الحكومة لتنفيذ التدخل (الذي سيصبح معروفًا باسم برنامج أولويوس لمنع التنمر [OBPP]) في جميع المدارس الابتدائية والإعدادية النرويجية. ويهدف البرنامج إلى الحد من التنمر من خلال إعادة هيكلة الفصول الدراسية ومكافأة السلوكيات الإيجابية.
تم تقييم البرنامج بشكل منهجي في عدد من الدراسات واسعة النطاق في النرويج والتي شملت أكثر من 30.000 طالب. وقد أشارت الدراسات إلى انخفاض حالات الإبلاغ عن التعرض للتنمر والتنمر على الآخرين بنحو 35 إلى 45%، بين الطلاب المشاركين في البرنامج.
وقد قامت إحدى الدراسات، التي أجراها أولويوس وسو ليمبر (Sue Limber) من جامعة كليمسون في ولاية كارولينا الجنوبية، بتقييم فعالية البرنامج في المدارس الأمريكية، بما في ذلك ما يقرب من 70 ألف طالب، على مدار ثلاث سنوات. وجدت الدراسة انخفاضًا في تقارير الطلاب عن تعرضهم للتنمر والتسلط على الآخرين، بالإضافة إلى زيادة في تعبيرات الطلاب عن التعاطف.
وبالإضافة إلى النرويج والولايات المتحدة، تم تنفيذ البرنامج في أيسلندا والسويد وليتوانيا، ويتم تجريبه في المكسيك والبرازيل وألمانيا.

## الجوائز والتكريم
في عام 2002، حصل أولويوس على جائزة الصحة العامة في بلدان الشمال الأوروبي من المجلس الشمالي. في عام 2003، حصل أولويوس على جائزة المساهمات المتميزة في السياسة العامة للأطفال من قبل جمعية الأبحاث في تنمية الطفل.
حصل أولويوس على جائزة جمعية علم النفس الأمريكية لعام 2011 لمساهماته المتميزة في التقدم الدولي لعلم النفس. وفي عام 2012، حصل على جائزة جمعية علم النفس الأمريكية للمساهمات المتميزة في الأبحاث في مجال السياسة العامة. وفي عام 2018، حصل على جائزة كريستي من جامعة بيرغن.

## أعمال مختارة

### مقالات صحفية
- Olweus، Dan (1994). "Bullying at school: Basic facts and effects of a school-based intervention program". Journal of Child Psychology and Psychiatry. ج. 35 ع. 7: 1171–1190. DOI:10.1111/j.1469-7610.1994.tb01229.x. PMID:7806605.
- Olweus، Dan (1997). "Bully/victim problems in school: Facts and intervention". European Journal of Psychology of Education. ج. 12 ع. 4: 495–510. DOI:10.1007/BF03172807.
- Olweus، Dan؛ Limber، Susan P. (2010). "Bullying in school: Evaluation and dissemination of the Olweus Bullying Prevention Program". American Journal of Orthopsychiatry. ج. 80 ع. 1: 124–134. DOI:10.1111/j.1939-0025.2010.01015.x. PMID:20397997.
- Olweus، Dan (2013). "School bullying: Development and some important challenges". Annual Review of Clinical Psychology. ج. 9: 751–780. DOI:10.1146/annurev-clinpsy-050212-185516. PMID:23297789.

### كتب
- Olweus، Dan (1978). Aggression in the Schools: Bullies and Whipping Boys. Washington, DC: Hemisphere (Wiley). ISBN:9780470993613.
- Olweus، Dan؛ Block، Jack؛ Radke-Yarrow، Marian (1986). Development of Antisocial and Prosocial Behavior: Research, Theories, and Issues. New York, NY: Academic Press. ISBN:0125258801.
- Olweus، Dan (2007). Olweus Bullying Prevention Program: Schoolwide Guide. Center City, MN: Hazelden. ISBN:978-1-59285-374-8. OCLC:212376058.
- Olweus، Dan (2013). Bullying at School: What We Know and What We Can do. Oxford, England: Blackwell (Wiley). ISBN:978-1118695807.

## روابط خارجية
- دان أولويوس على موقع الموسوعة البريطانية (الإنجليزية)